# Parafia Najświętszego Serca Jezusowego w Mokrzyskach
Parafia Najświętszego Serca Jezusowego w Mokrzyskach – parafia rzymskokatolicka, znajdująca się w diecezji tarnowskiej, w dekanacie Szczepanów. Od 2025 proboszczem parafii jest ks. Tomasz Szewczyk. 